# William Harrison Graham

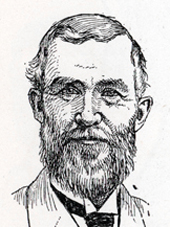
William Harrison Graham

William Harrison Graham (* 3. August 1844 in Allegheny, Allegheny County, Pennsylvania; † 2. März 1923 in Pittsburgh, Pennsylvania) war ein US-amerikanischer Politiker. Zwischen 1898 und 1903 sowie nochmals von 1905 bis 1911 vertrat er den Bundesstaat Pennsylvania im US-Repräsentantenhaus.

## Werdegang
William Graham besuchte die öffentlichen Schulen seiner Heimat. Während des Bürgerkrieges diente er bis 1864 in einer Kavallerieeinheit aus West Virginia im Heer der Union. Danach arbeitete er in seiner Heimat in der Lederbranche. Gleichzeitig schlug er als Mitglied der Republikanischen Partei eine politische Laufbahn ein. Zwischen 1875 und 1878 saß er als Abgeordneter im Repräsentantenhaus von Pennsylvania; von 1882 bis 1891 war er Notar (Recorder of Deeds) im Allegheny County. Außerdem stieg er in das Bankgeschäft ein.
Nach dem Rücktritt des Abgeordneten William A. Stone wurde Graham bei der fälligen Nachwahl für den 23. Sitz von Pennsylvania als dessen Nachfolger in das US-Repräsentantenhaus in Washington, D.C. gewählt, wo er am 29. November 1898 sein neues Mandat antrat. Nach zwei Wiederwahlen konnte er dort bis zum 3. März 1903 verbleiben. Im Jahr 1902 wurde er nicht erneut bestätigt.
Bei den Kongresswahlen des Jahres 1904 wurde Graham im 29. Wahlbezirk seines Staates erneut in das US-Repräsentantenhaus gewählt, wo er am 4. März 1905 die Nachfolge von George Shiras antrat. Nach zwei Wiederwahlen konnte er bis zum 3. März 1911 drei Legislaturperioden im Kongress absolvieren. Von 1907 bis 1909 war er Vorsitzender des Committee on Ventilation and Acoustics; seit 1909 leitete er den Ausschuss zur Kontrolle der Ausgaben des Landwirtschaftsministeriums.
Im Jahr 1910 scheiterte William Graham in den Vorwahlen seiner Partei. Nach dem Ende seiner Zeit war er zwischen 1911 und 1923 Mitglied im Allegheny County Board of Viewers. Er starb am 2. März 1923 in Pittsburgh, wo er auch beigesetzt wurde.